# Fotografie v Číně

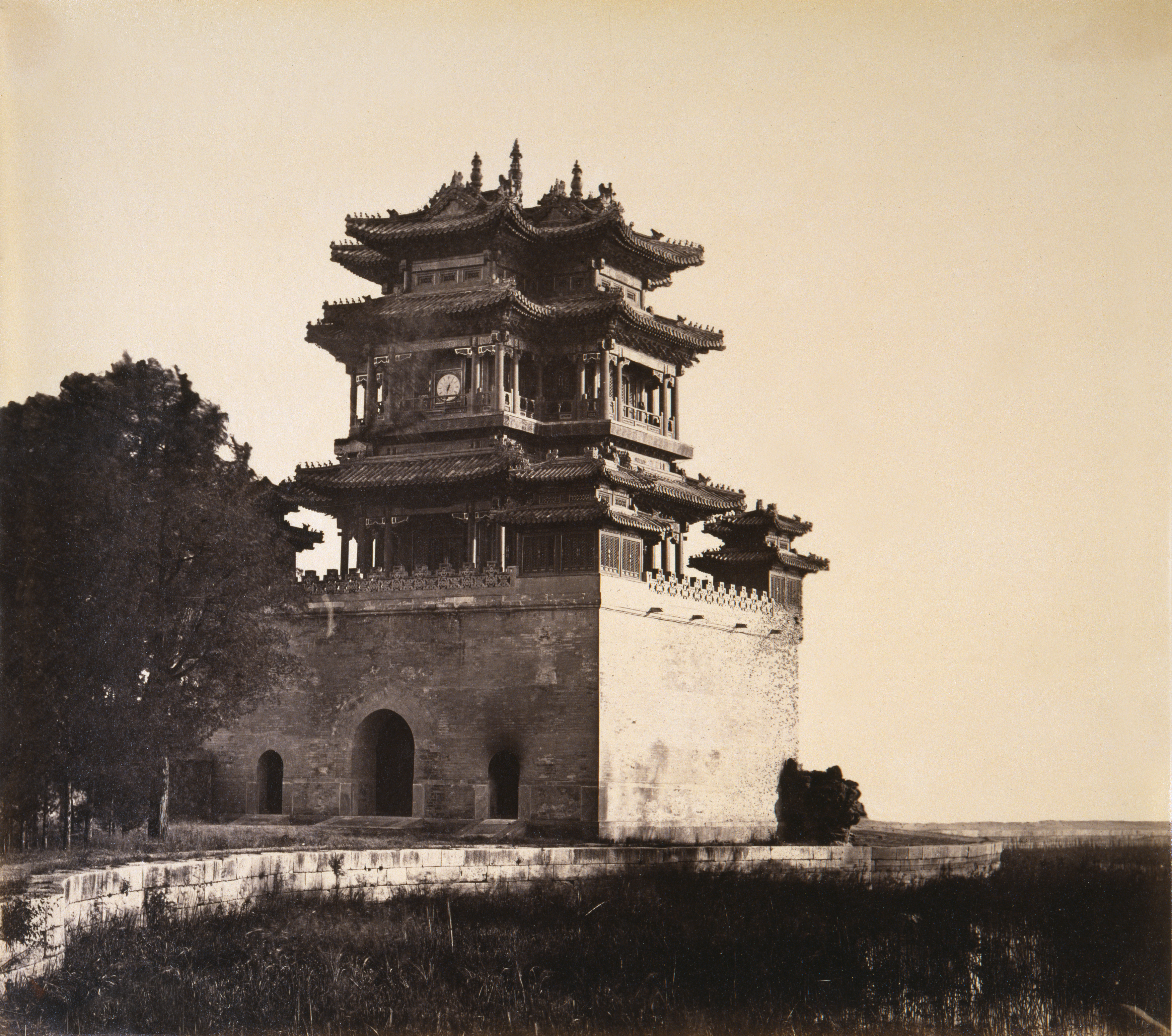
Felice Beato: Císařský letní palác v Pekingu před vypálením, říjen 1860

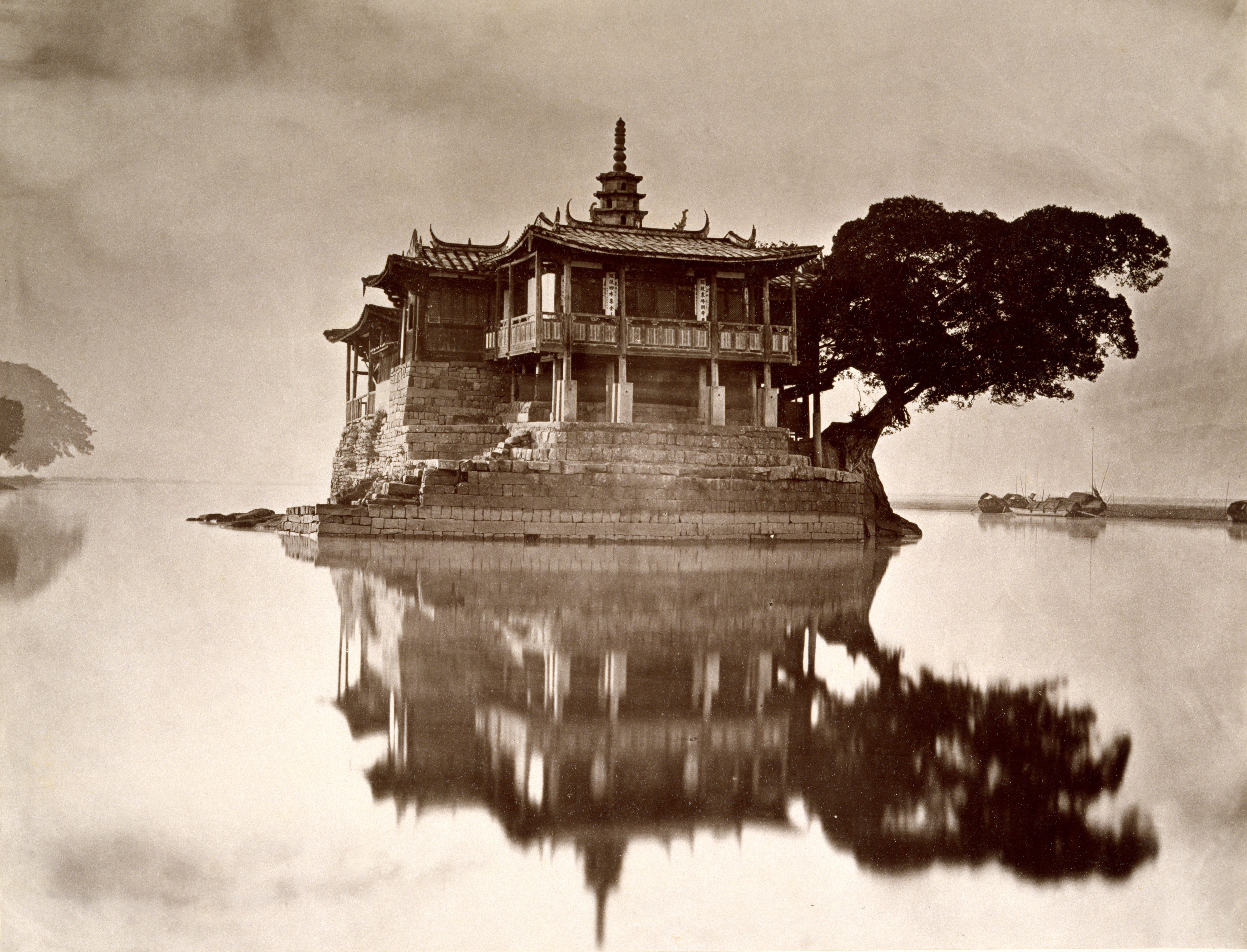
John Thomson: Ostrov Pagoda, asi 1871, z alba Fu-čou a řeka Min

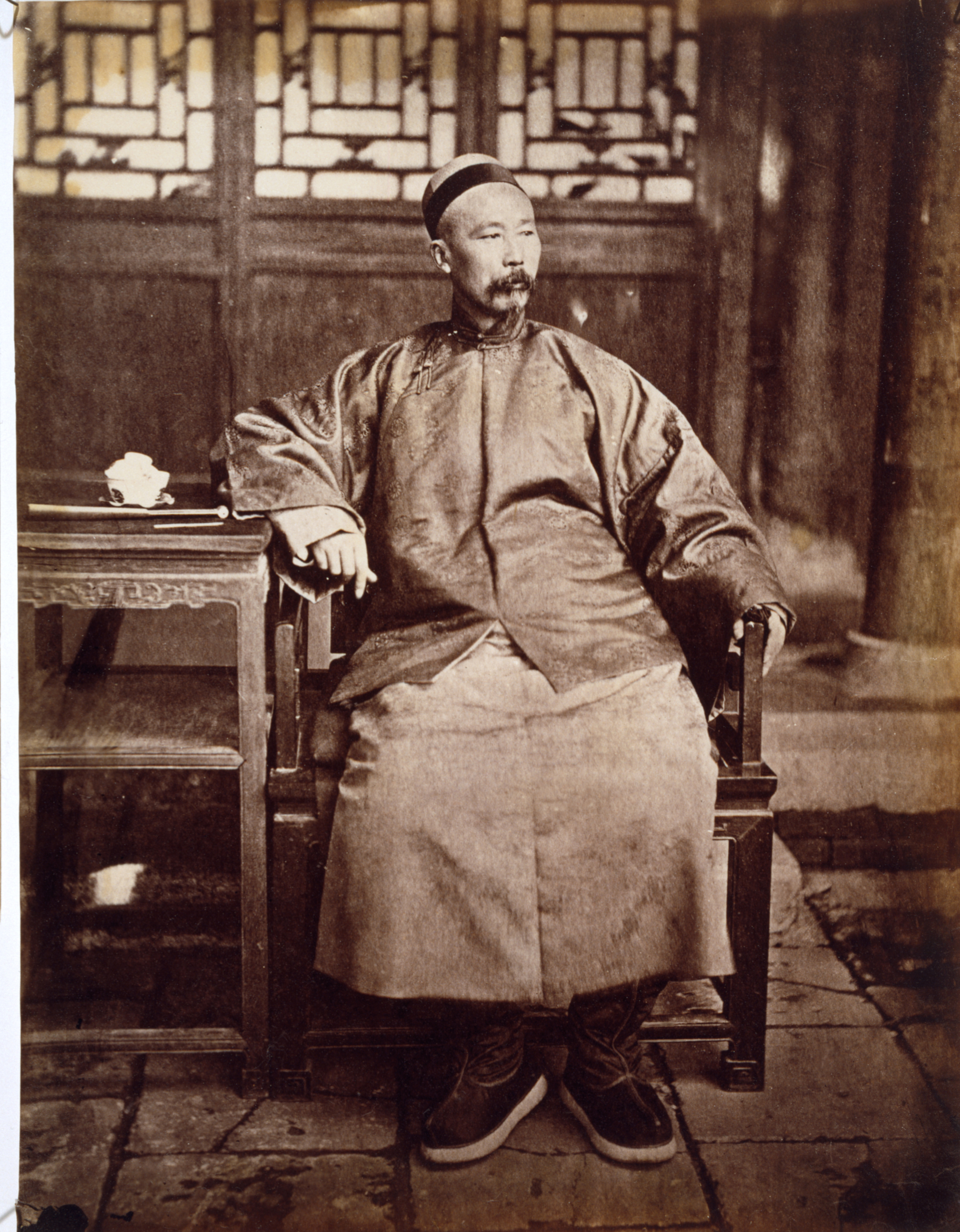
John Thomson: Li Hongzhang, 1871

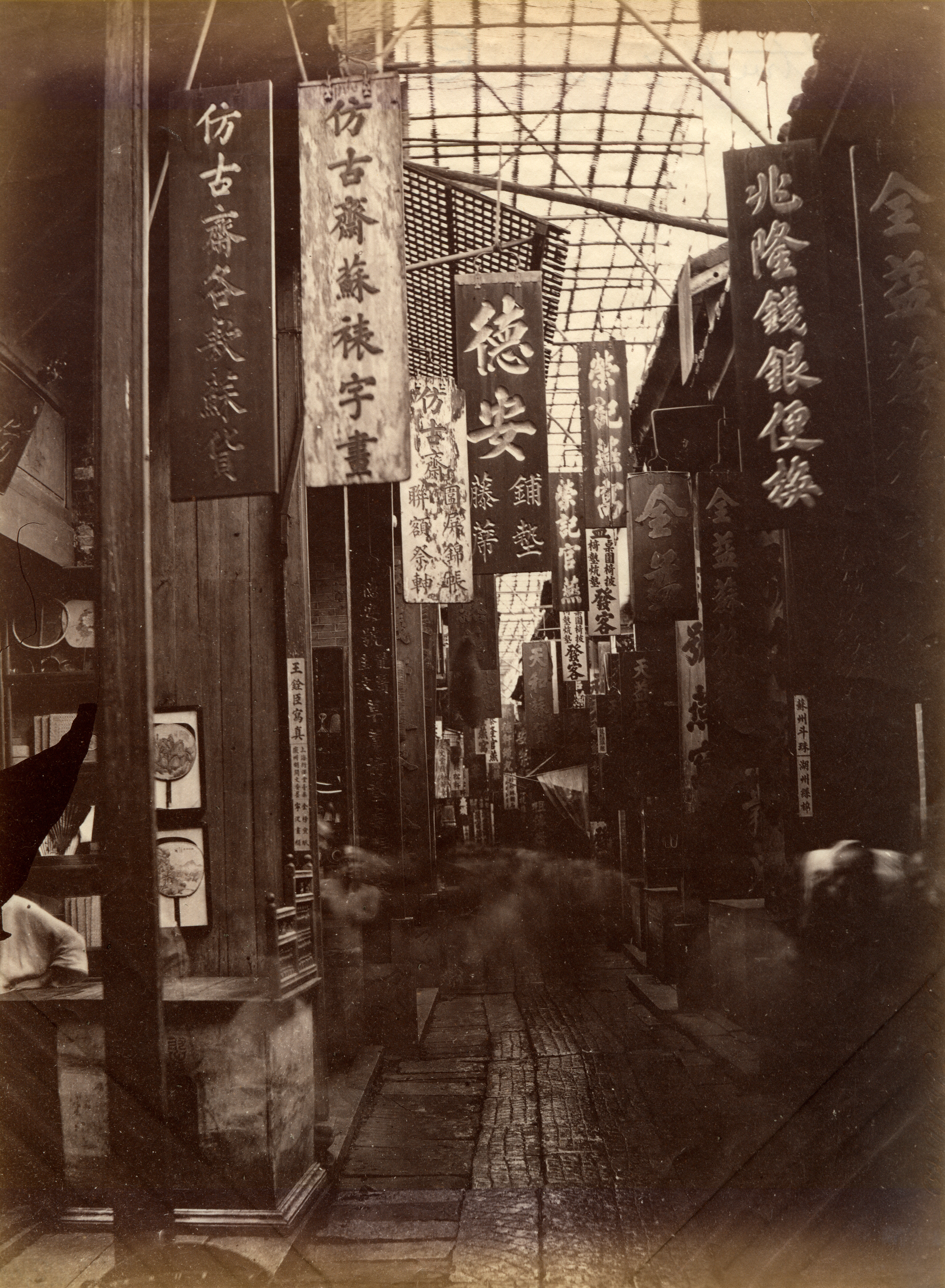
Lai Afong: Ulice v kantonu Guangzhou, 1860-1870

Fotografie v Číně sahá až do počátku 19. století, kdy do Macaa dorazili evropští fotografové. V 50. letech 19. století západní fotografové založili studia v pobřežních přístavních městech, ale brzy se jejich čínští asistenti a místní konkurence rozšířili do všech regionů.
Do konce devatenáctého století měla všechna velká města fotografická studia, ve kterých si mohli Číňané střední třídy nechat zhotovit portréty při významných rodinných příležitostech. Západní a čínští fotografové dokumentovali obyčejný pouliční život, zásadní války a významné osobnosti. Zámožní Číňané si oblíbili fotografii jako hobby. Císařovna vdova Cch’-si se nechávala portrétovat opakovaně. Ve dvacátém století byla fotografie v Číně – stejně jako v jiných zemích po celém světě – využívána při rekreaci, vedení záznamů, pro novinářskou a časopiseckou žurnalistiku, politickou propagandu a výtvarné umění.
Podle učence Meccarelliho je čínská fotografie výsledkem několika faktorů:
- studium optiky (vynález kamery obscury)
- vývoj moderní chemie (fotocitlivé látky)
- šíření a prosazování západní medicíny (zejména anatomie)
- přítomnost lidí ze západního světa a misionářů (know-how a použití fotografické techniky)

## 1842–1890, raná historie

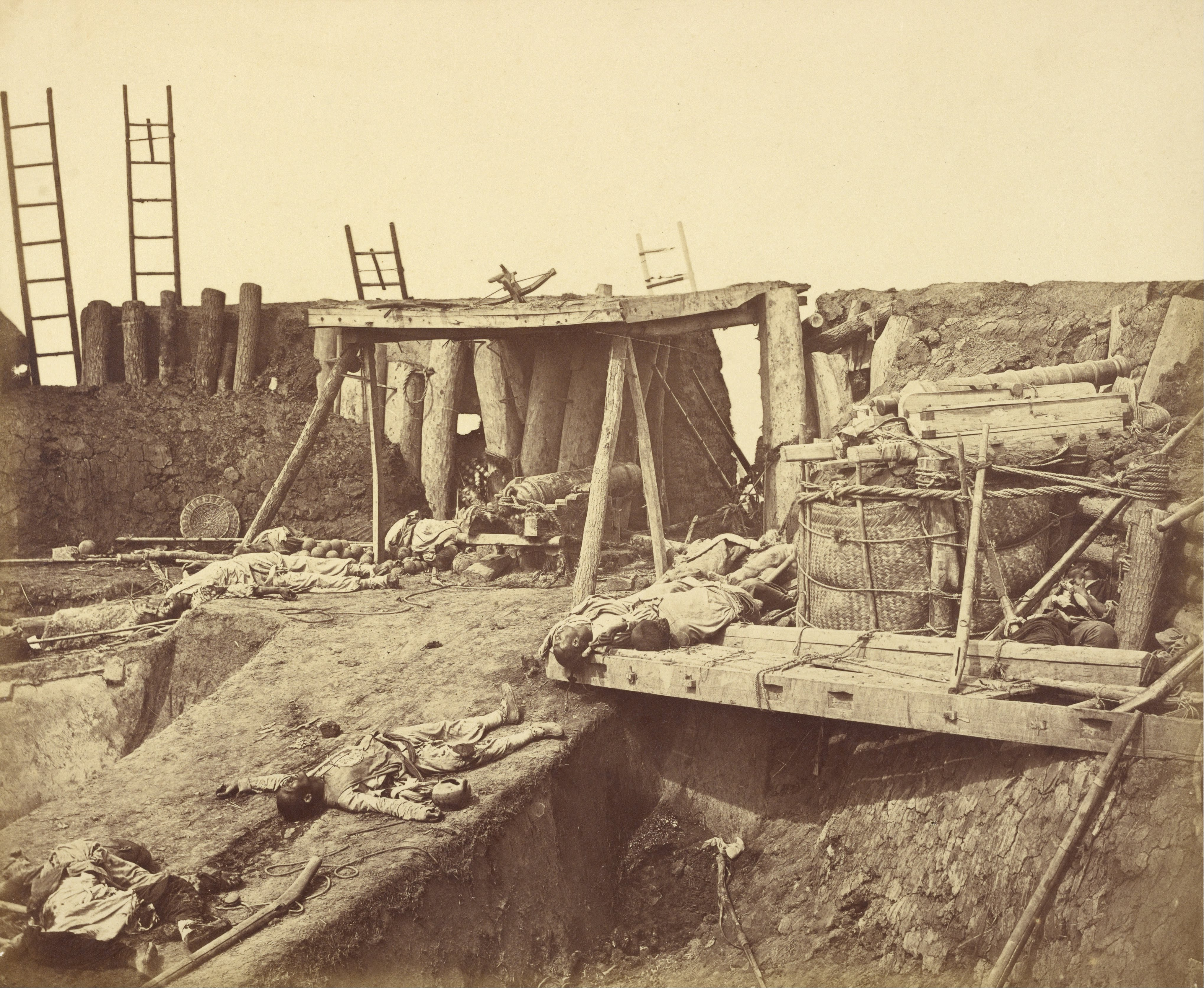
Felice Beato: Pevnost Taku bezprostředně po dobytí, 21. srpna 1860

Hodně děl z rané historie fotografie bylo pořízeno zahraničními misionáři, cestovateli a obchodníky. Mezi takové patřil například skotský průkopník fotografie John Thomson (1837–1921). Byl jedním z prvních fotografů, který cestoval na Dálný východ, kde zhruba po dobu deseti let (1862–1872) dokumentoval tamní obyvatele, krajinu a artefakty východních kultur. Po návratu domů dokumentoval život lidí na ulicích Londýna a série snímků je považována za klasický příklad sociálního dokumentu, který položil základy fotožurnalistiky. Založil také fotografický ateliér v Singapuru, kde portrétoval evropské obchodníky a inspiroval v nich zájem o místní obyvatele a pozoruhodnosti. Hodně cestoval po celém kontinentálním území Malajsie a na ostrově Sumatra, putoval po vesnicích, fotografoval přírodní národy a dokumentoval je při jejich činnosti. Strávil dva týdny v Angkoru, kde bohatě dokumentoval rozsáhlý počet míst, čímž vytvořil první fotografické základy dnešního světového kulturního a přírodního dědictví UNESCO. Po krátké přestávce v Anglii se opět vydal na Dálný východ. Na začátku dubna 1871 přicestoval na ostrov Tchaj-wan, tehdy Formosa, spolu s misionářem Dr. Laidlawem Maxwellem, když poprvé přistáli na Takao. Oba navštívili tehdejší hlavní město Taiwanfu před cestou k domorodým vesnicím na západních pláních ostrova. Po odchodu z Formosy Thomson strávil další tři měsíce cestováním 3000 mil po řece Jang-c’-ťiang a dosáhl Chu-peje a S’-čchuanu. Thomsonovo cestování po Číně bylo často nebezpečné, protože navštívil vzdálené, téměř neosídlené oblasti daleko ve vnitrozemí. Většina lidí, se kterými se setkal, ještě nikdy neviděla člověka ze Západu, nebo fotoaparát. Jeho expedice byla kvůli fotografování obzvláště náročná. Museli přepravovat objemný dřevěný fotoaparát, mnoho velkých, křehkých skleněných desek a potenciálně výbušné chemikálie. Při fotografování v nejrůznějších podmínkách se často muselo improvizovat, protože chemické látky bylo v tamějších oblastech obtížné získat. Jeho témata byla nesmírně pestrá: od skromných žebráků a pouličních lidí, přes úředníky mandariny po prince a vysoké vládní úředníky, od odlehlých klášterů až po císařské paláce, od jednoduchých vesnic po nádherné krajiny. Thomson se vrátil do Anglie v roce 1872, usadil se v londýnském Brixtonu a během následujících let se věnoval veřejným přednáškám a prezentaci výsledků svých cest po Dálném východě. Jeho publikace začaly nejprve v měsíčnících, později následovaly série velkých, bohatě ilustrovaných fotografických knih. Hodně psal na fotografická témata, přispíval mnoha články do fotografických časopisů, jako například British Journal of Photography. Také přeložil a upravil knihu Gastona Tissandiera History and Handbook of Photography (Fotografie – historie a průvodce) z roku 1876, ze které se stala standardní referenční práce.
Dalším cestovatelem a jeden z prvních fotografů ve východní Asii byl britský fotožurnalista Felice Beato (asi 1834–1907). Je známý svými portréty, pohledy a panoramaty architektury a krajiny z Asie a oblasti Středozemního moře. Beatovy cesty do mnoha zemí mu daly příležitost vytvořit působivý a trvalý obraz zemí, lidí a událostí, které byly neznámé a vzdálené většině lidí v Evropě a Severní Americe. Ve své práci popisuje klíčové obrazy takových událostí jako byla například Druhá opiová válka. Jeho fotografie představují první významné dílo, které dostalo pojmenování fotožurnalismus. V roce 1860 Beato opustil společnost Robertson & Beato, ačkoli Robertson používal společné jméno až do roku 1867. Beato byl vyslán z Indie do Číny, aby tam fotografoval anglo-francouzskou vojenskou výpravu ve druhé opiové válce. Do Hongkongu dorazil v březnu a okamžitě začal fotografovat město a jeho okolí až po Kanton. Beatovy fotografie jsou vůbec jedny z prvních pořízených fotografií v Číně.
V Hongkongu se Beato setkal s Charlesem Wirgmanem, umělcem a korespondentem pro noviny Illustrated London News. Oba pak doprovázeli anglo-francouzské síly cestující na sever do zálivu u města Ta-lien, poté do Bejtanu a pevnosti Taku v ústí řeky Chaj-che do zátoky Po-chaj ve Žlutém moři a dále do Pekingu a Letního paláce. Pro místa na této trase byly Wirgmanovy ilustrace (a dalších autorů) pro Ilustrated London News často odvozeny z Beatových fotografií.
Beatovy fotografie druhé opiové války patří mezi první dokumenty vojenské kampaně, které podávají zprávu o tom, jak bitva probíhala a sice prostřednictvím sekvence datovaných a souvisejících fotografií. Snímky pevnosti Taku představují tento přístup ve zmenšeném měřítku a tvoří zprávu o bitvě. Pořadí obrázků ukazuje přibližování se k pevnosti, důsledek bombardování na vnějších zdech a opevnění a konečně devastaci uvnitř pevnosti, včetně těl mrtvých čínských vojáků. Fotografie nebyly pořízeny v tomto pořadí, protože jako první musely být pořízeny fotografie mrtvých Číňanů ještě před odstraněním těl; teprve pak mohl Beato v klidu pořizovat další snímky uvnitř a vně pevností.
Beatovy obrazy čínských mrtvých vojáků a způsob jejich pořízení odhalují zejména ideologické aspekty jeho fotožurnalistiky. Dr. David F. Rennie, člen expedice, ve své zprávě poznamenal: „Obešel jsem hradby na západní straně. Byly silně posety mrtvými – v severozápadním úhlu jich leželo třináct v jedné skupině poblíž palné zbraně. Pan Beato tu scénu prožíval s velkým vzrušením, popisoval ji jako „krásnou“ a prosil, aby se do ní nezasahovalo, dokud nebude zachycena jeho fotografickou aparaturou, což provedl několik minut poté.“
Jen mimo Peking fotografoval Beato v Letním paláci, soukromém sídle čínského císaře, který obsahuje palácové pavilony, chrámy, velké umělé jezero a zahrady. Některé z těchto fotografií pořízených mezi 6. a 18. říjnem 1860 jsou unikátní obrazy budov, které byly vypleněny a vypáleny anglo-francouzskými silami počínaje 6. říjnem. Ve dnech 18. a 19. října britská první divize vypálila na příkaz lorda Elgina budovy jako odvetu proti císaři za mučení a smrt dvaceti členů spojenecké diplomatické strany. Bennett píše, že „tyto [fotografie] se zdají být nejstaršími obrazy dosud objeveného Pekingu a mají nejvyšší historický a kulturní význam.“

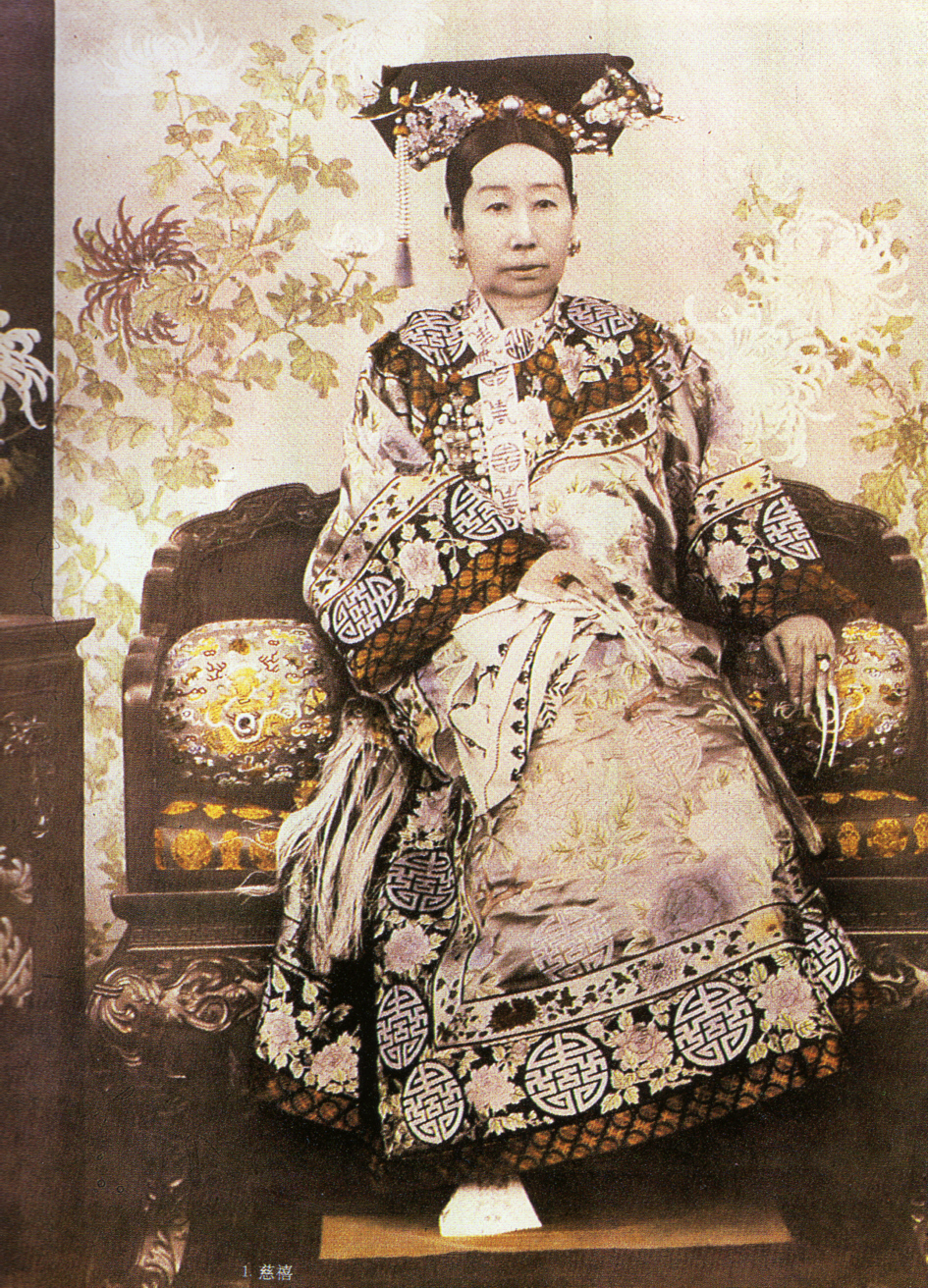
Yu Xunling: Císařovna vdova Cch’-si, kolorovaná fotografie, asi 1890

Mezi poslední fotografie, které Beato v této době pořídil v Číně, byly portréty lorda Elgina v Pekingu, který podepsal Pekingskou smlouvu, a knížete Kunga, který ji podepsal jménem čchingské vlády. Beato se vrátil do Anglie v říjnu 1861 a během této zimy prodal 400 svých fotografií z Indie a Číny Henrymu Heringovi, londýnskému komerčnímu portrétnímu fotografovi.
Kromě Angličanů v Číně fotografovali také francouzští fotografové. Jules Itier (1802–1877) byl v prosinci 1843 poslán jako doprovod Théodora de Lagreného na jeho cestě do Číny, kam jej vyslal francouzský král Ludvík Filip, aby uzavřel obchodní smlouvu mezi Čínou a Francií. Cesta trvala od roku 1843 do roku 1846, v Číně Itier dokumentoval uzavření Whamponské smlouvy a zhotovil řadu daguerrotypií Číňanů a scenérií v provincii Kuang-tung. Ačkoli v Číně se daguerreotypie objevila během pozdější fáze první opiové války, jsou Itierovy daguerreotypie nejstarší dochované z Číny.
Yu Xunling byl od roku 1903 do roku 1905 dvorním fotografem císařovny vdovy Cch’-si a byl jediným fotografem, který měl dovoleno fotografovat císařovnu. Fotografie císařovna věnovala jako dar významným návštěvám ze zahraničí.
Mezi další průkopníky fotografie v Číně patří Lai Afong (Číňan, 1839–1900). Dále pak dr. Richard Woosnam, major George Alexander Malcolm (1810–1888), Henry Collen (1797–1879), anglický malíř a fotograf nebo Zou Boqi (1819–1869), čínský vědec.
Liang Š'-tchaj působil na konci dynastie Čching. Umělec se specializoval na portréty vysoce postavených úředníků a jeho klasický imperiální portrét je ovlivněn stylem a estetikou tradiční čínské malby a umění. Jako jeden z prvních fotografů předních funkcionářů dynastie Čching a dalších elit, práce Liang Š'-tchaj přesvědčila císařský dvůr Čching, aby poprvé přijal fotografii jako umělecké médium.

### Raná studia

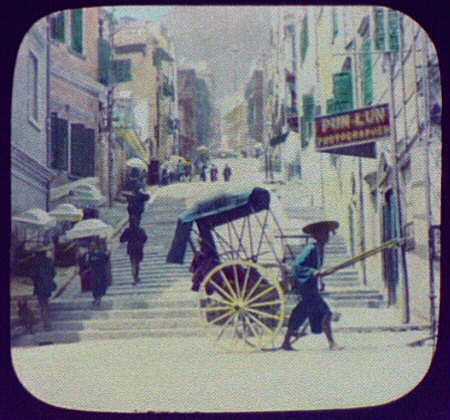
Fotografické studio Pun Lun v Hongkongu

V druhé polovině 19. století byla založena některá čínská fotografická studia, jako například Kung Tai (公 泰 照相 樓) a Sze Yuen Ming (上 洋 耀華 照相) v Šanghaji a Pun Lun (繽 綸) a Lai Afong (赖 阿芳) v Hongkongu.
Lai Afong (1839–1890) založil a provozoval Studio Afong, jedno z prvních fotografických studií v Hongkongu. Je považován za jednoho z nejvýznamnějších čínských fotografů devatenáctého století. Jeho studio bylo aktivní od roku 1859 do zhruba čtyřicátých let. Tento podnik pravděpodobně v 90. letech 19. století převzal jeho syn. Témata se pohybovala od portrétů a obrázků společenského života až po městské veduty a krajiny. Laiovu výtvarnou práci a osobu ocenil John Thomson, skotský fotograf pracující v té době v Číně, ve své knize The Straits of Malacca, Indo-China, and China. Laiova zkušenost pocházela zcela od západní společnosti, ale stále obsahovala vazbu na tradiční malbu starodávných mistrů a vnitřního ducha umělce. Podle mnoha jeho fotografických vizitek, fotografoval mimo jiné guvernéra Arthura Kennedyho nebo velkovévodu Alexeje Romanova.
- George R. West
- Hugh Mackay

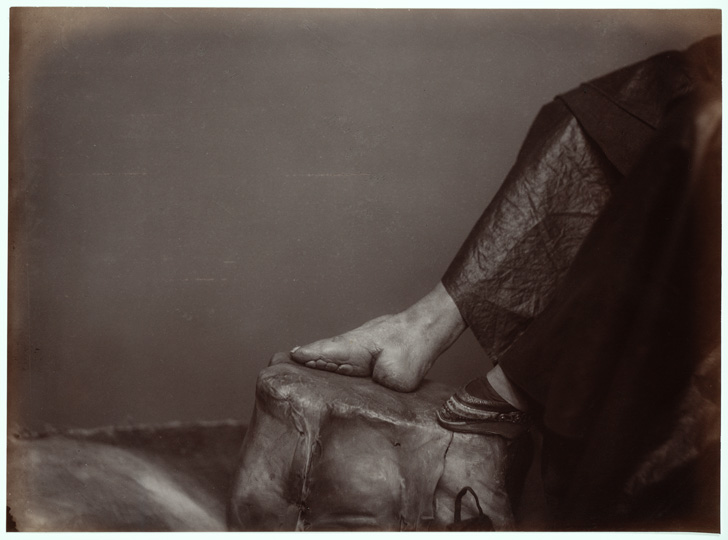
Lai Afong: Tradiční svazování chodidel
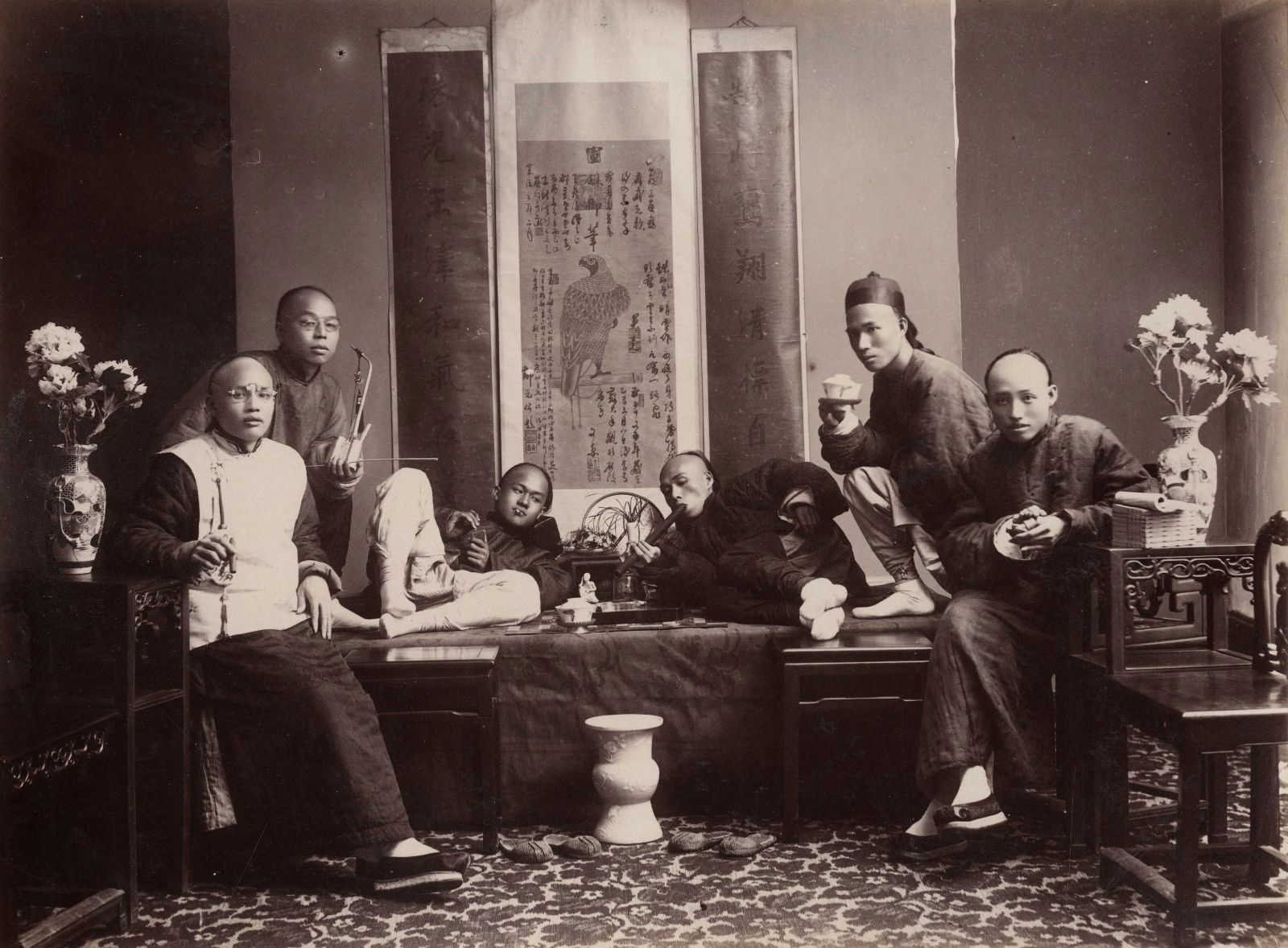
Lai Afong: Kuřáci opia
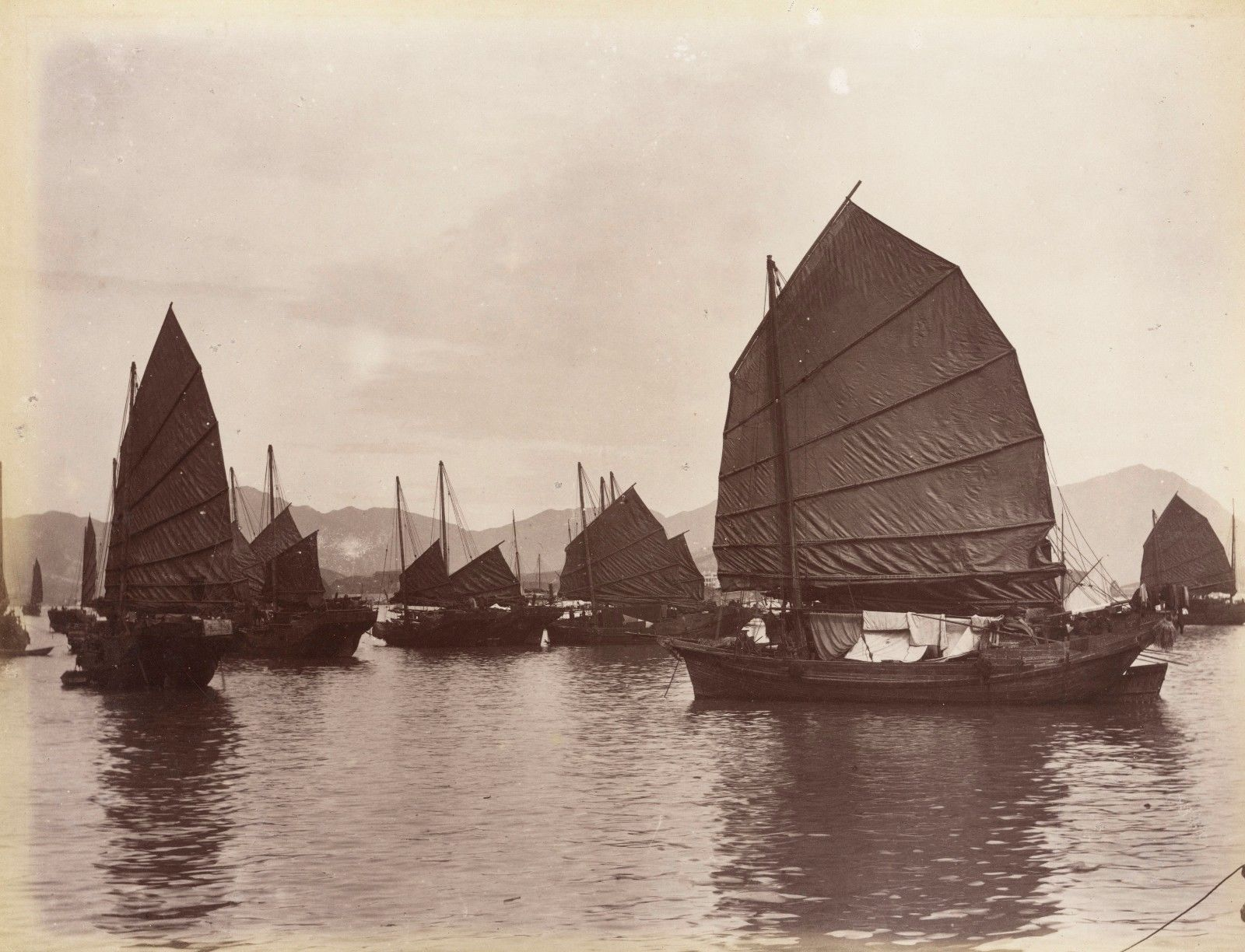
Lai Afong: Tradiční čínské lodě v přístavu Sia-men, Kanton
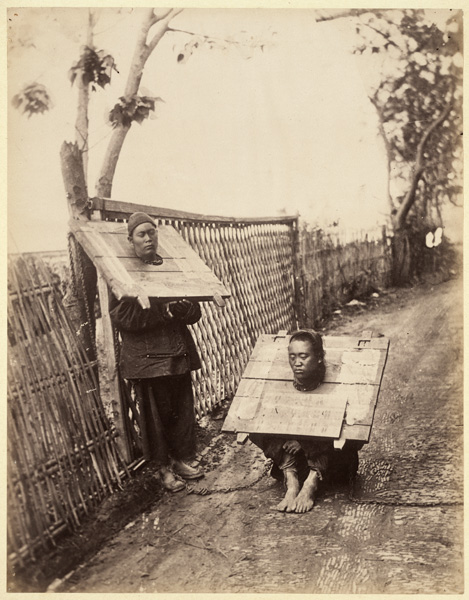
Lai Afong: Čínští delikventi nosící dřevěný límec, 1870–1880
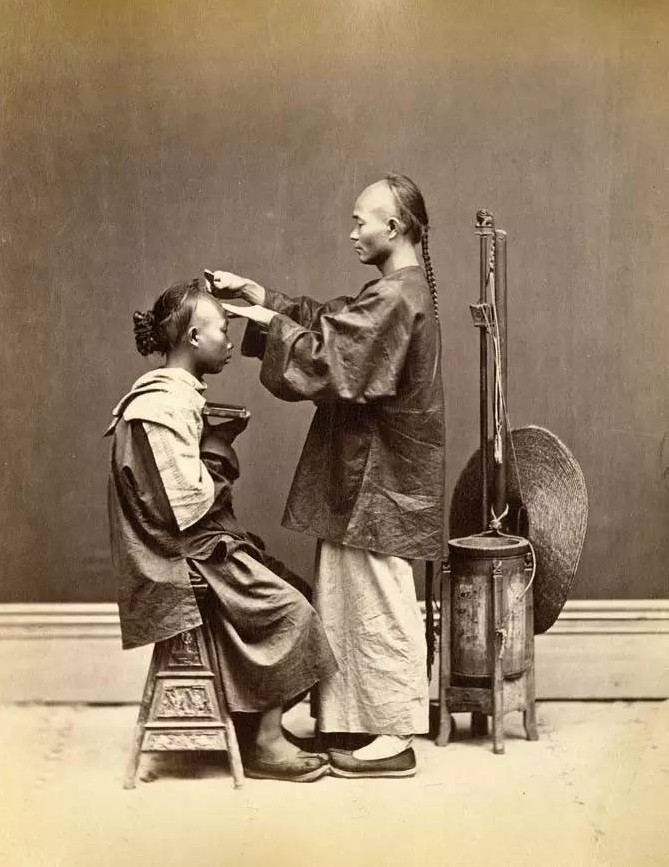
Lai Afong: Čínský holič, 1870–1880
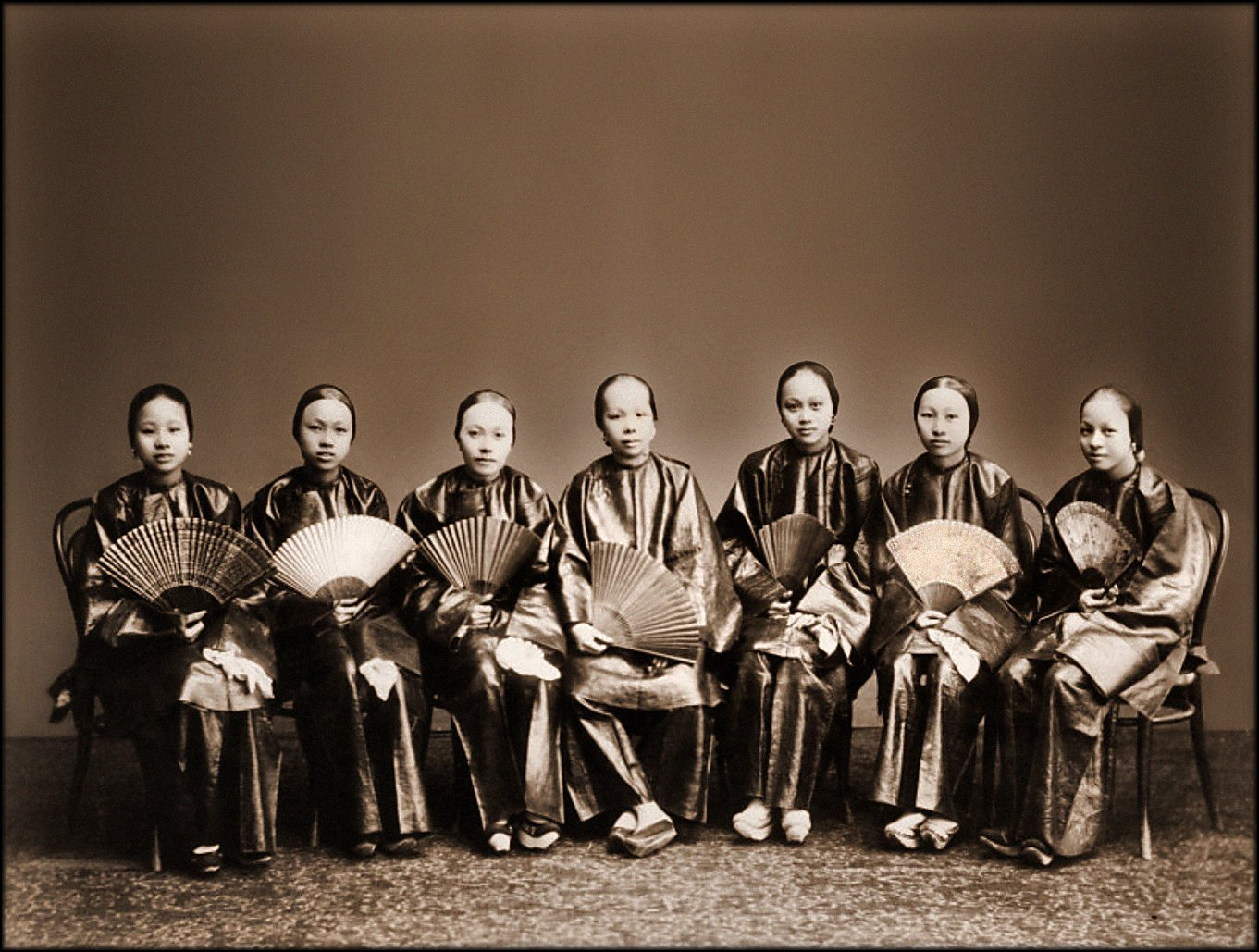
Lai Afong: Skupina čínských žen s vějíři, Kanton, asi 1880
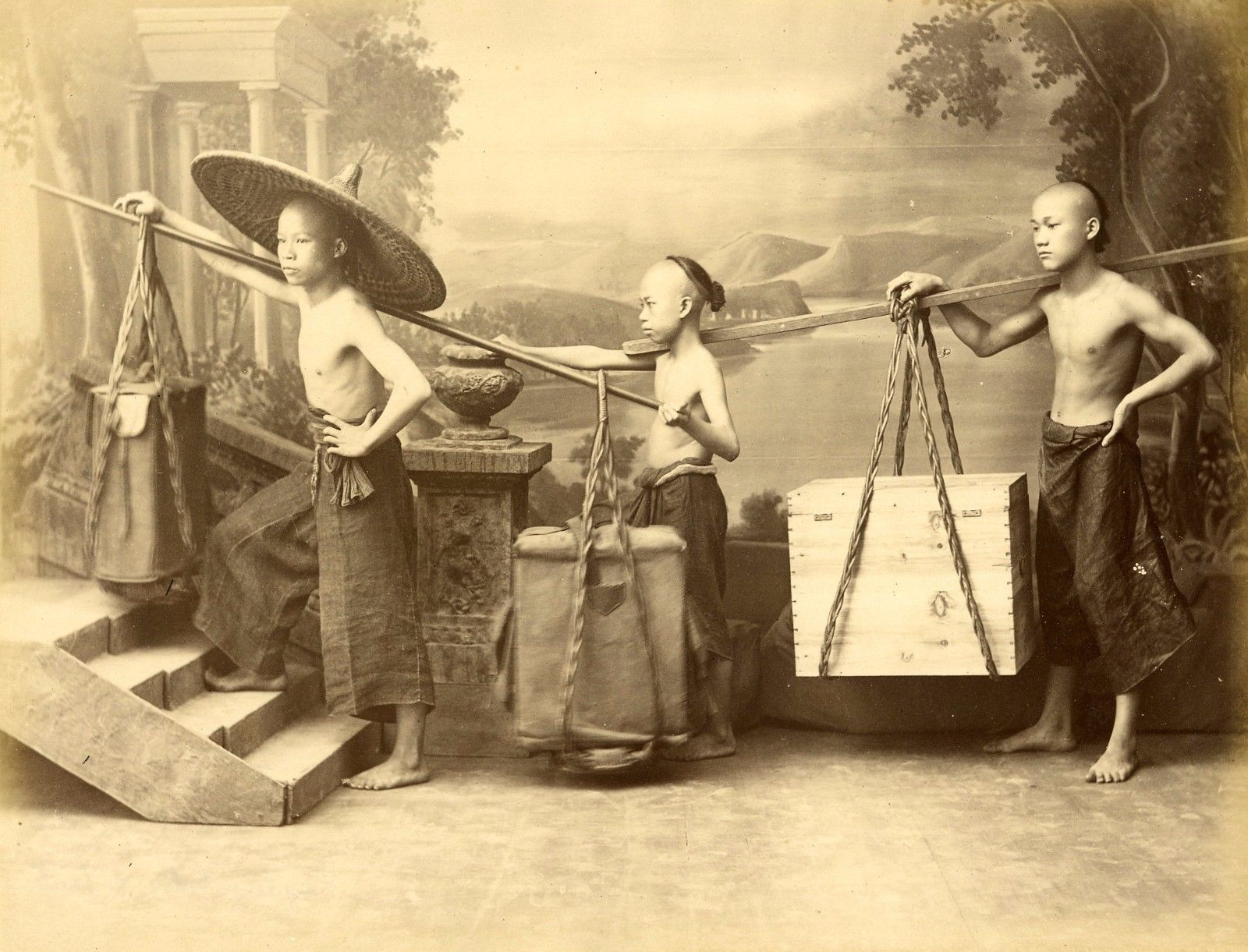
Lai Afong: Tři dělníci, Hong Kong, asi 1880

## První polovina 20. století

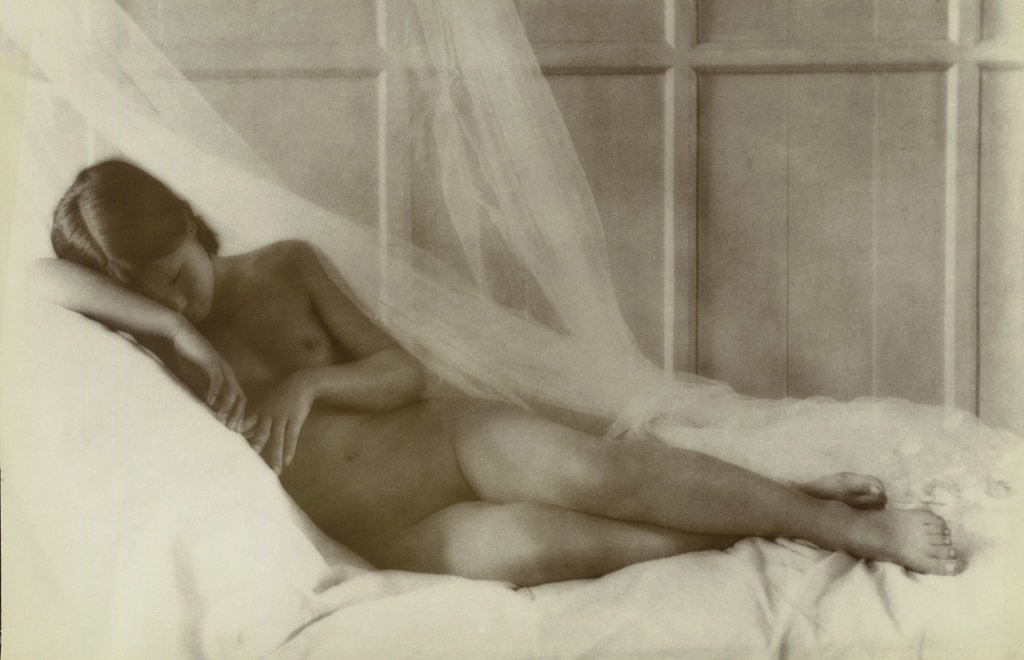
Lang Ťing-šan: Meditace, 1928, nejstarší dochovaná čínská umělecká fotografie aktu

Za prvního fotožurnalistu v Číně se považuje Lang Ťing-šan (1892–1995). Byl nazýván „nepochybně nejvýznamnější postavou v historii čínské umělecké fotografie” a „Otcem asijské fotografie“. V roce 1937 se stal členem Královské fotografické společnosti a v roce 1940 získal Associateship a v roce 1942 získal Fellowship a v roce 1980 ho Americká fotografická společnost jmenovala jedním z deseti největších světových fotografů. Byl prvním čínským fotografem, který pořídil umělecké snímky aktu a byl také známý technikou „kompozitní fotografie“, kterou používal, a která se později stala hojně užívanou i dalšími fotografy. Langova práce byla mnohotvárná. V roce 1928 pořídil snímek dívky Meditace, který je považován za nejstarší dochovanou čínskou uměleckou fotografii aktu. V roce 1930 vydal Album of Nude Photographs, jako první v Číně. Krátce experimentoval s modernistickým stylem, jako byly fotografie architektury, které zdůrazňovaly abstraktní formy. Na druhé straně textura a kompozice Langovy krajinářské fotografie čerpala z tradiční čínské inkoustové malby scény a krajiny. Těchto efektů dosáhl tím, že přes sebe položil několik obrázků a na tisk použil štětec a inkoust. S komunistickým převzetím pevninské Číny se v létě 1949 přestěhoval na Tchaj-wan, ale většinu svého fotografického vybavení musel opustit.
- Gao Fan (1922–2004) válečný fotograf a fotograf po roce 1949.[24]
- Ho Fan (1931–2016, 何 藩) fotograf a filmař
- Liu Bannong (1891–1934, 劉半農) dokumentarista
- Niou Wej-jü (1927–2020) fotografka vůdců Čínské komunistické strany a válečných aktivit
- Sha Fei (1912–1948), fotoreportér a válečný fotograf známý pro svou práci s Komunistickou stranou Číny během druhé čínsko-japonské války (1937–1945)
- Zhang Yin Quan (1900–1971, 張 印 泉) dokumentarista

## 1949–1965

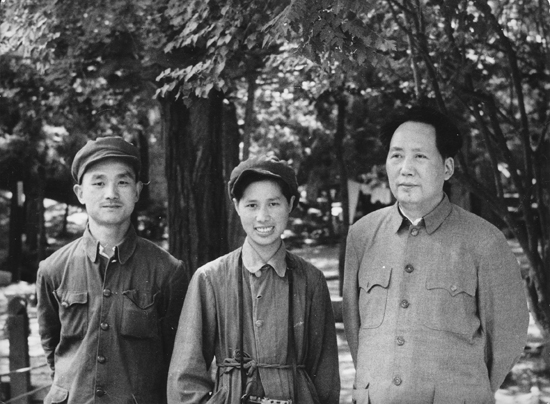
Xu Xiaobing, Hou Bo a Mao Ce-tung, 1949

Oficiální fotografové Mao Ce-tunga a vysoko postavených členů strany:
- Hou Bo
- Lu Houmin
- Xu Xiaobing

## Kulturní revoluce (1966 až 1976)
Fotografie v Číně byla vnímána jako propagandistický nástroj socialistických realistů. Li Čen-šeng byl jedním z mála fotografů, kterým se během kulturní revoluce podařilo poctivě fotografovat. Subjekty jeho kulturních revolučních fotografií zahrnovaly „negativní“ scény, jako je veřejné ponížení, pouliční násilí, popravy atd., jakož i „pozitivní“ okamžiky, jako jsou lidé studující Maovy práce, zpívající revoluční hesla, tančící věrnostní tance nebo podílející se na farmářské práci, atd. Liovy fotografie kulturní revoluce byly publikovány v knize Red-Color News Soldier, vydané nakladatelstvím Phaidon.

## 1976–1993
Hnutí pátého dubna v roce 1976 zaznamenalo začátek nové fotografické vize v Číně. Během hnutí obyčejní občané (amatérští fotografové) snímali fotoaparáty a dokumentovali veřejné truchlení lidí za čínského premiéra Čou En-laje na náměstí Nebeského klidu v Pekingu. O několik let později byly některé z těchto fotografií publikovány v knize People's Mourning (Lidské smutky). Mnoho z těchto amatérských fotografů se stalo profesionály a připojilo se k oficiálnímu tisku. Založili také neoficiální fotoklub s názvem „April Photo Society“.
Následky kulturní revoluce vedly k hnutí dokumentárních fotografií, které rychle rostlo na síle. Mnoho fotožurnalistů pracovalo pro stát, a proto nevlastní svá autorská práva ve své práci.

## 1993–současnost

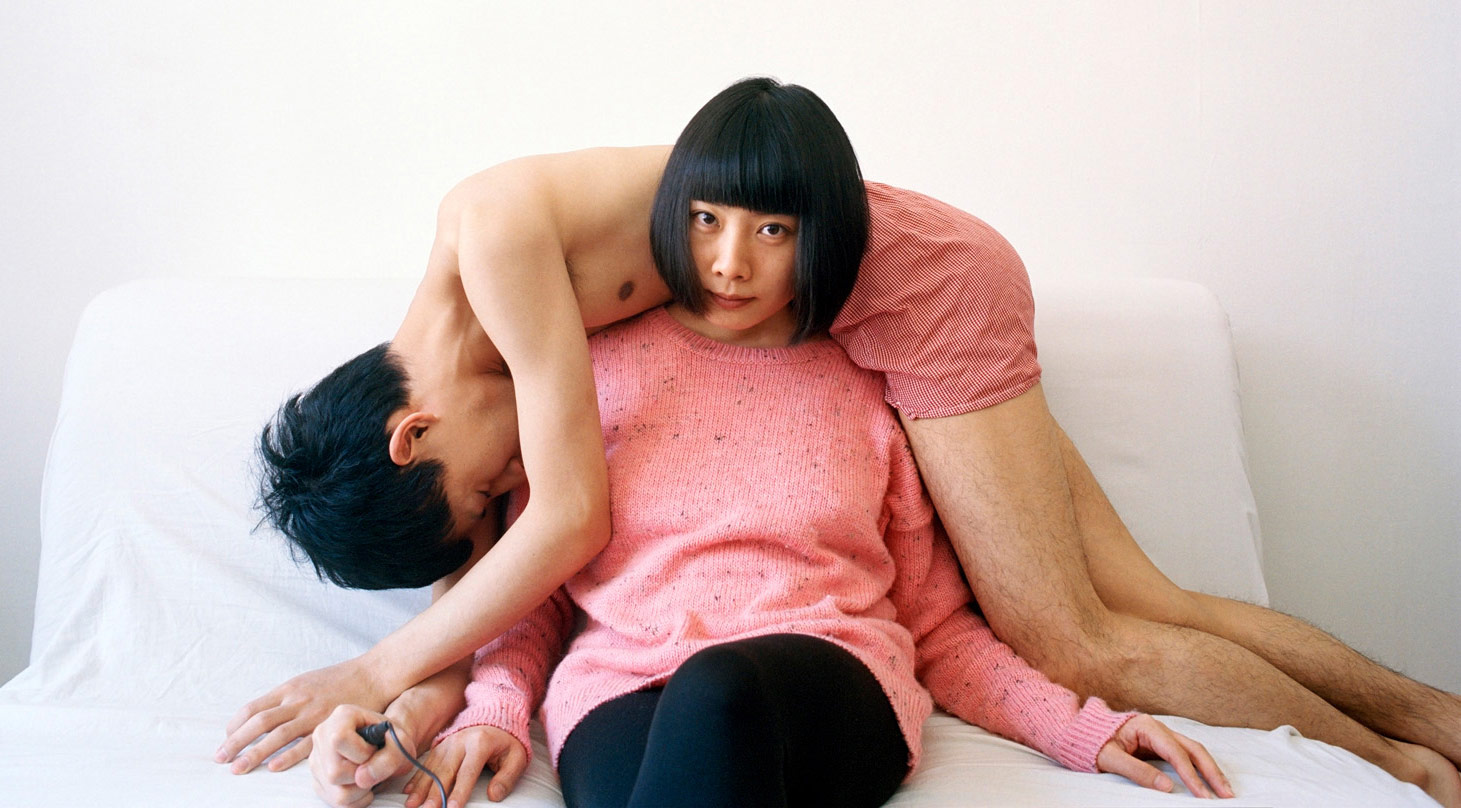
I-ťün Liao: Fotografie z cyklu Experimental Relationship

Zřízení v roce 1993 v oblasti East Village v hlavním městě Pekingu založilo uměleckou komunitní skupinu, která začala používat fotografii jako doplněk k experimentálnímu performančnímu a konceptuálnímu umění. V roce 1994 spoluzakladatel Rong Rong založil první čínský časopis o konceptuální umělecké fotografii New Photo.
Mnoho umělců-fotografů mělo úspěch, zejména na západě. Ačkoli jejich práce nebyla tak explicitně politická jako práce velmi podobných konceptuálních umělců na západě, použila stejný repertoár „šoků“; nahota, nadávky, mrtvá miminka a exkrementy slonů, mimo jiné položky, které se nyní staly unavenými klišé. Někteří fotografové také pracují v „čínském kýči“ – někdy nazývaném „Mao goes Pop“ – styl koláže velmi podobný západnímu popartu šedesátých let. V současné době nám připomíná diskursivní autonomii současného čínského umění, které je stále více dovoleno, a je vidět v dílech umělců, jako jsou Xu Zhen, Xing Danwen a Zhang Yue – umělci, které nelze snadno zahrnout pod záštitu jediné umělecké praxe, jako je „kýč“ nebo „pop“ nebo „šok“.
I-ťün Liao je čínská umělkyně a fotografka žijící v New Yorku. Je nejznámější svou sérii Experimental Relationship. Seriál ji zobrazuje se svým mladším japonským přítelem Morem. Komplikovaná fotografie zobrazovala výzvy genderových norem, pokud jde o média a sexuální vyjádření. Přítel je často zobrazován s nahotou, ale používá cenzuru a držení těla způsoby, které používají hlavně modelky a herečky. Její fotografie se pokouší změnit způsob, jakým společnost vidí nahotu a média optikou zcela nové perspektivy.

## Nejznámější fotografie z Číny

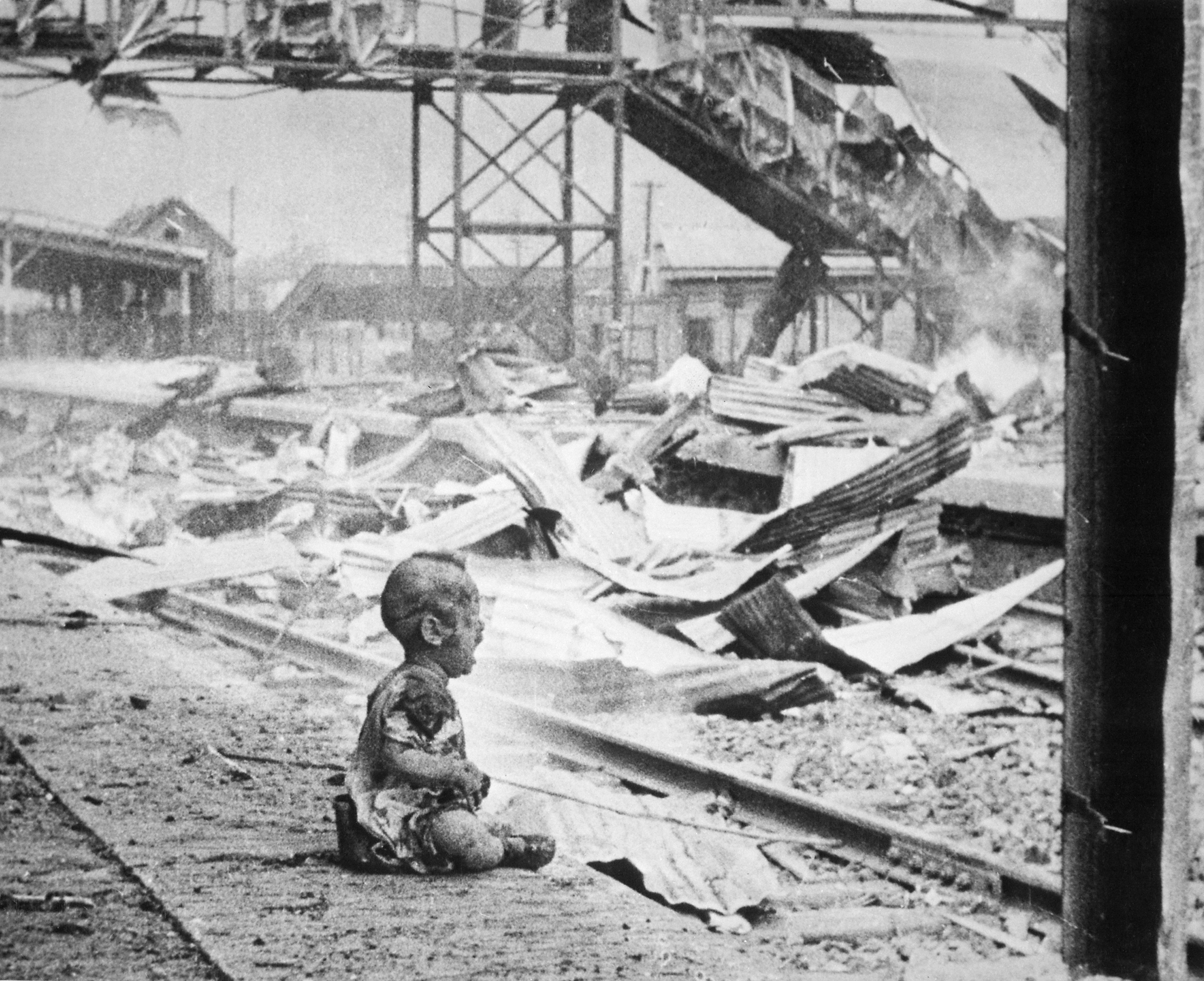
Wang Xiaoting: Krvavá sobota, fotografie plačícího dítěte uprostřed ruin bombardovaného železničního nádraží v jižní části Šanghaje, sobota 28. srpna 1937

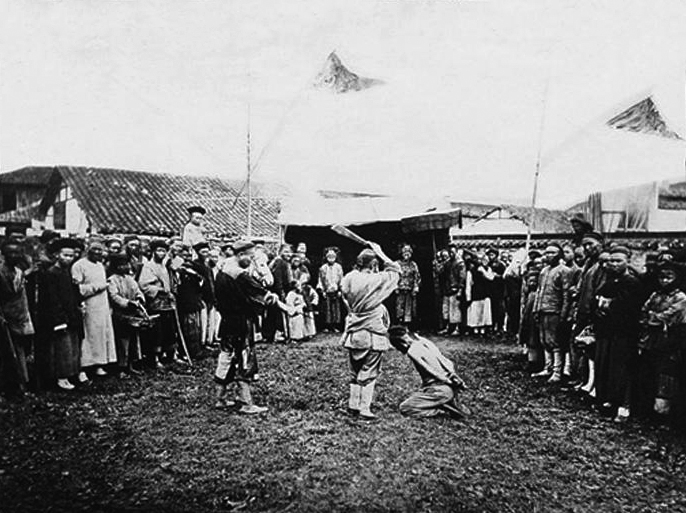
William Saunders: Poprava

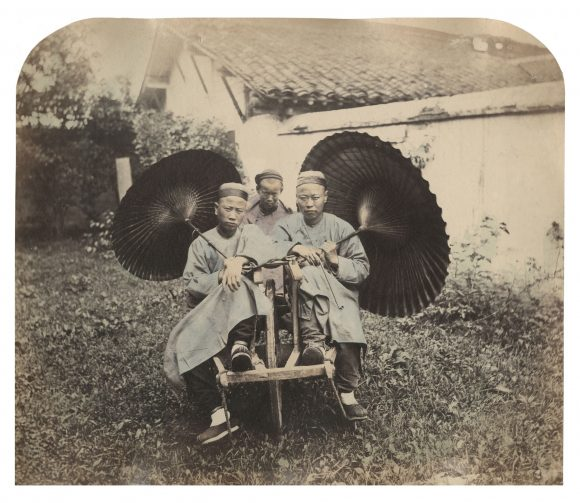
Snímek ze série Portfolio of Sketches of Chinese Life and Character (Portfolio medailónků čínského života a postav), Šanghaj, 1860–1870, ručně kolorovaná albumenová fotografie Williama Saunderse

Mezi nejznámější fotografie z Číny patří kromě průkopnických děl Francouzů, Angličanů, Italů nebo Japonců (Felice Beata, Johna Thomsona) celá řada snímků, většinou z bohaté a tradiční kultury, odrážející život v devatenáctém století v Číně a přispívající k šíření znalostí o čínských zvycích a tradicích po celém Západu. Další známé snímky pocházejí často z období válek nebo ozbrojených konfliktů.
Wang Xiaoting: Krvavá sobota zobrazuje plačící čínské dítě v troskách šanghajského Jižního nádraží, dokazující brutalitu Japonců během války v Číně. Snímek byl pořízen několik minut po leteckém útoku, který zasáhl civilisty během bitvy o Šanghaj, 28. srpna 1937. Fotografie byla zveřejněna na podzim roku 1937 a za méně než měsíc ji vidělo více než 136 milionů lidí. Fotograf společnosti Hearst Corporation, Wang Xiaoting, neznal jméno ani pohlaví zraněného dítěte, jehož matka ležela poblíž. Děťátku se začalo říkat Ping Mei. Fotografie v té době byla velmi rozšířená a způsobila jasnou nespokojenost západního světa ohledně násilí Japonska v Číně. Americký novinář Harold Isaacs nazval snímek jedním z nejúspěšnějších „propagandistických“ příkladů všech dob.
Muž před tankem je označení pro protestujícího, který se postavil proti řadě tanků ráno 5. června 1989 poté, co čínské ozbrojené složky násilím potlačily demonstrující lid na náměstí Nebeského klidu. Událost se zapsala do mezinárodního povědomí díky videozáznamu a fotografiím. Podle některých svědectví jde pravděpodobně o Wanga Wej-lina, nicméně jeho totožnost nebyla potvrzena. Jeho totožnost zůstává neověřena a není znám ani jeho další osud po události. V dubnu 1998 zařadil americký týdeník Time tohoto muže (Unknown Rebel) na seznam 100 nejvlivnějších lidí 20. století. Fotografie je dodnes v Číně zakázaná.
Mnoho z tisků fotografa Williama Saunderse, zejména scény popravy, byly považovány za nadčasové a byly používány ještě o desetiletí později k ilustraci tehdejších událostí. Jeho fotografie byly velmi populární v celé Číně, kde byly prodávány jinými fotografy. Jsou charakteristické svým obdélníkovým tvarem se zaoblenými rohy a oválnou vinětací.
Mezi často citované kolekce patří Loewentheilova sbírka historických čínských fotografií. Tato kolekce má kořeny v prvních fotografických metodách 19. století jako jsou daguerreotypie, carte de visite, albumenové tisky nebo kyanotypie. Časem získala velkou historickou hodnotu se vzácnými exempláři a je největší soukromou sbírku čínských historických fotografií. Sbírka, kterou China Global Television Network označila za „největší, nejvzácnější a nejcennější svého druhu na světě“. Je neocenitelným pohledem do čínské dynastie Čching v období devatenáctého století, před moderním převratem, který neodvolatelně změnil zemi a její obyvatele. Jedním z vrcholů budování sbírky během tří desetiletí bylo získání alba 56 albumenových tisků Felice Beata, která zahrnovala některé z prvních fotografických obrazů Číny na aukci v Pensylvánii v roce 2014.
Sbírka, čítající více než 15 000 fotografií zahrnuje díla jak zahraničních, tak čínských fotografů, mezi nimi i italského rodáka Felice Beata, britského expatriota Thomase Childa nebo Williama Saunderse, skotského cestovatele a fotografa Johna Thomsona a díla čínských fotografů Pun Luna, Lai Afonga nebo Tunga Hinga.
Loewentheilova sbírka byla vystavena ve Spojených státech i v dalších zemích. Rozsáhlé sbírky kolekce raných fotografií Pekingu od Thomase Childa byly vystaveny v listopadu 2015 na China Exchange v Londýně a v roce 2016 v galerii Sidney Mishkin na Baruch College v New Yorku. Child, britský plynárenský inženýr poslaný do Pekingu, aby v roce 1870 pracoval pro Imperiální námořní celní službu, během svých cest vytvořil nejucelenější fotografické zobrazení Pekingu 19. století. Výběr 30 fotografií ze sbírky Historická fotografie Číny, včetně vzácného starého letního paláce Felice Beata, pořízeného těsně před jeho zničením anglo-francouzskými jednotkami ve druhé opiové válce byl vystaven jako součást Asia Week v New Yorku v březnu 2017.
Koncem roku 2018 bylo 120 snímků z Loewentheilovy sbírky vystaveno v Pekingu na Univerzitě Čching-chua a stala se jednou z největších výstav fotografií z 19. století v Číně, a během prvních dvou měsíců přilákala 70 000 diváků. Loewentheil to komentoval, že „veřejnost touží po vystavení vizuálního a výtvarného záznamu konzervativní čínské fotografie.“ Su Dan, viceprezident muzea, popsal výstavu jako „nutnou výstavu pro učence, kteří se zajímají o literaturu, historii, folklór a architekturu a jako slavnost historické kultury a umělecké estetiky“ zatímco mladý čínský divák agentuře Sin-chua poznamenal, že „fotografie jsou při přenosu historie silnější a pravdivější než psaná slova. Skrze ně se cítím, jako bych se mohl dotknout historie.“ V rozhovoru s televizí CNN o výstavě Loewentheil vyjádřil podobný sentiment: „fotografie je největším strážcem historie...“

## Organizace a firmy
Fotografické společnosti, organizace a instituce v Číně:

### Čínské fotografické časopisy
- Chinese Photography (Čínská fotografie) (中國 攝影, Peking) vychází od roku 1957.
- Popular Photography (Populární fotografie) (大众 攝影 (大衆 攝影), Peking) vychází od roku 1958.

### Fotografické společnosti

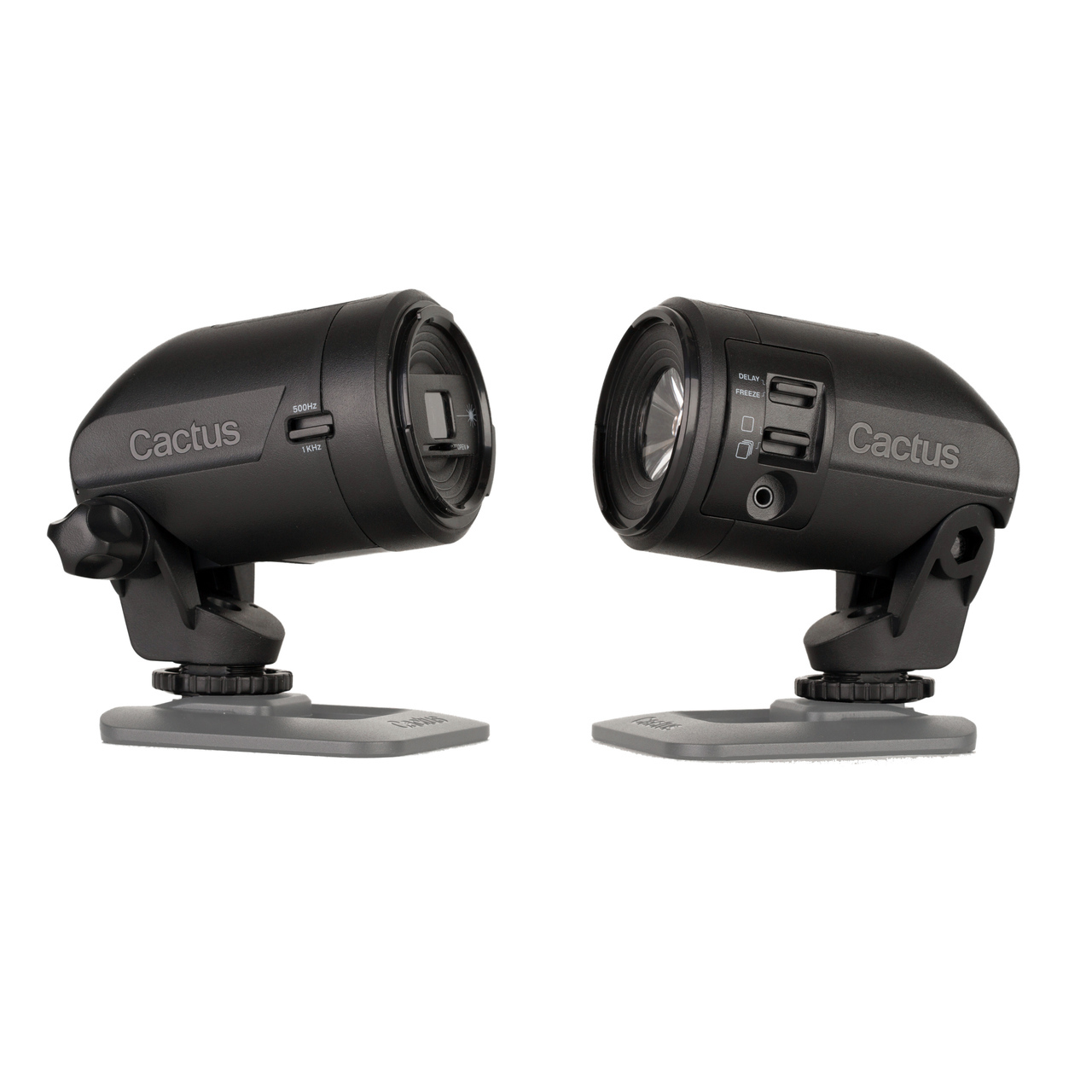
Laserová spoušť Cactus LV5

- Cactus
- China Lucky Film
- Fengtai Photographic Studio
- Loreo
- Noktor
- Ordro
- Seagull Camera
- Venus Optics
- Yongnuo

### Galerie a muzea
- Three Shadows Photography Art Centre (Fotografické umělecké centrum Tři stíny)
- Visual China Group, fotografická a mediální agentura

Každý rok se koná výstava P&E China zaměřená na fotografii a fotografickou techniku.

## Další fotografové působící v Číně
- Henri Cartier-Bresson
- Robert Capa
- Auguste François
- Hakuyó Fučikami, japonský fotograf
- Greg Girard
- Tadahiko Hajaši, japonský fotograf
- Joris Ivens byl nizozemský režisér dokumentárních filmů a syn úspěšného obchodníka s filmovou a fotografickou technikou. V roce 1938 natočil snímek 400 milionů o čínském odporu proti japonské invazi. Dlouhá léta žil v Číně, kde natočil svůj nejrozsáhlejší film, 763 minut dlouhý obraz kulturní revoluce Comment Yukong déplaça les montagnes (1976).

- Heinz von Perckhammer v první světové válce sloužil na palubě SMS Kaiserin Elisabeth během obléhání Čching-tao a v letech 1917 až 1919 byl japonským válečným zajatcem. Po svém propuštění zůstal v Číně několik let. V roce 1928 byly v Berlíně publikovány dva svazky jeho fotografií: jeden z pečlivě pózovaných čínských aktů, z nichž mnohé byly pořízeny v macajských nevěstincích pod názvem Edle Nacktheit in China (Ušlechtilá nahota v Číně),[51] a druhý cyklus z pekingských ulic s názvem Peking.[52]

- Hou Bo
- Liou Sü-cchang
- Lu Guang
- Ma Liuming
- Hedda Morrison
- Mu Qing
- Ou Ning
- Qiu Zhijie
- Eva Sandberg
- Marc Riboud
- Pierre Rossier
- Xia Xiao Wan
- Xu Xiaobing
- Yip Cheong Fun
- Zheng Guogu
- Zhang Ou